# Трюньи
Трюньи́ (фр. Trugny) — коммуна во Франции, находится в регионе Бургундия. Департамент коммуны — Кот-д’Ор. Входит в состав кантона Сёр. Округ коммуны — Бон.
Код INSEE коммуны — 21647.

## Население
Население коммуны на 2010 год составляло 112 человек.
| 1962 | 1968 | 1975 | 1982 | 1990 | 1999 | 2010 |
| ---- | ---- | ---- | ---- | ---- | ---- | ---- |
| 134  | 138  | 138  | 137  | 151  | 131  | 112  |

## Экономика
В 2010 году среди 69 человек трудоспособного возраста (15—64 лет) 58 были экономически активными, 11 — неактивными (показатель активности — 84,1 %, в 1999 году было 69,9 %). Из 58 активных жителей работали 55 человек (30 мужчин и 25 женщин), безработных было 3 (1 мужчина и 2 женщины). Среди 11 неактивных 2 человека были учениками или студентами, 7 — пенсионерами, 2 были неактивными по другим причинам.